# Olszyca (województwo świętokrzyskie)
Olszyca – kolonia w Polsce położona w województwie świętokrzyskim, w powiecie jędrzejowskim, w gminie Słupia.
Od zachodu sąsiaduje z Poddębiną od wschodu z Rożnicą,
W latach 1975–1998 miejscowość administracyjnie należała do województwa kieleckiego.